# Thamnophilus capistratus
El batará de la caatinga (Thamnophilus capistratus), es una especie —o la subespecie Thamnophilus doliatus capistratus, dependiendo de la clasificación considerada— de ave paseriforme de la familia Thamnophilidae  perteneciente al numeroso género Thamnophilus. Es endémica de la región noreste de Brasil.

## Distribución y hábitat
Se distribuye en el noreste de Brasil (este y sur de Piauí, Ceará y Rio Grande do Norte hacia el sur hasta el extremo norte de Minas Gerais y centro de Bahía).
Habita en los matorrales secos de la caatinga y bordes de la Mata Atlántica adyacente.

## Sistemática

### Descripción original
La especie T. capistratus fue descrita por primera vez por el naturalista francés René Primevère Lesson en 1840 bajo el mismo nombre científico.

### Etimología
El nombre genérico «Thamnophilus» deriva del griego «thamnos»: arbusto y «philos»: amante; «amante de arbustos»; y el nombre de la especie «capistratus», del latín «capistratus»: cabresto, encabrestado.

### Taxonomía
Con base en los estudios morfológicos comparativos de Assis et al (2007), el Comité Brasileño de Registros Ornitológicos (CBRO) reconoció a la subespecie Thamnophilus doliatus capistratus como especie separada de Thamnophilus doliatus. Sin embargo, el parecer del Comité de Clasificación de Sudamérica (SACC) es de que el estudio define a capistratus como taxón diagnosticable a nivel de subespecie, pero que no presenta diferencias de cantos significativas con el doliatus de la adyacente Amazonia brasileña.
No ha sido reconocido por otras clasificaciones, tanto el Congreso Ornitológico Internacional (IOC) (Versión 7.2, 2017) como Clements Checklist v.2016, la consideran como la subespecie T. doliatus capistratus.
El SACC rechazó la Propuesta N° 890 de separación de la presente, debido a la falta de evidencias consistentes de parapatría, a pesar de reconocer que existe tal posibilidad.